# Generaldirektion Energie und Verkehr
Die Generaldirektion Energie und Verkehr (kurz GD TREN) war eine Generaldirektion der Europäischen Kommission. Sie war dem Kommissar für Verkehr und dem Kommissar für Energie zugeordnet, in der EU-Kommission Barroso (2004 bis 2009) waren dies Antonio Tajani und Andris Piebalgs. Leiter der Generaldirektion war Matthias Ruete.
Die Generaldirektion war unter anderem zuständig für die Regulierung und Kontrolle des Europäischen Energie- und Verkehrsverbundes. Energiepolitisch steuerte sie den Verbund der Energiequellen gemäß der Nachfrage und organisiert die Öffnung des Energiemarktes für Elektrizität und Gas sowie des Marktes für Schienenverkehr.
Die Generaldirektion Energie und Verkehr wurde am 17. Februar 2010 in die Generaldirektion Energie und die Generaldirektion Mobilität und Verkehr aufgeteilt.

## Direktionen
Die Generaldirektion bestand aus zehn Direktionen, davon acht in Brüssel (700 Mitarbeiter) und zwei in Luxemburg (300 Mitarbeiter).
Die Direktionen in Brüssel waren (August 2007):
- Direktion R: Ressourcen
- Direktion A: Allgemeine Angelegenheiten
- Direktion B: Transeuropäische Netze für Energie und Verkehr
- Direktion C: Versorgungssicherheit und Energiemärkte
- Direktion D: Neue und erneuerbare Energien, Energieeffizienz und Innovation
- Direktion E: Landverkehr
- Direktion F: Luftverkehr
- Direktion G: Logistik, Innovation, Ko-Modallität und Seeverkehr
- Direktion J: Sicherheit und Schutz von Personen, Gütern und Anlagen

Die Direktionen in Luxemburg waren (August 2007):
- Direktion H: Kernenergie
- Direktion I: Überwachung nuklearer Sicherheit

Einige Direktionen waren teilweise der Euratom zugeordnet.

## Politische Kontrollfunktion
Die Generaldirektion hatte die politische Kontrollfunktion für die folgenden europäischen Agenturen und europäischen Exekutivagenturen (Oktober 2006):
- Europäische Agentur für die Sicherheit des Seeverkehrs (EMSA) in Lissabon.
- Europäische Agentur für Flugsicherheit (EASA) in Köln.
- Europäische Eisenbahnagentur (ERA) in Valenciennes.
- Gemeinsames Unternehmen Galileo in Brüssel.
- GNSS-Aufsichtsbehörde (GSA) in Brüssel.
- Euratom-Versorgungsagentur (ESA) in Luxemburg.

## Geschichte
Unter der Leitung der Generaldirektion Verkehr wurden 1990 die Projekte Eurobalise, Eurocab und Euroradio geschaffen, aus denen 1991 das Projekt eines einheitlichen europäischen Zugbeeinflussungssystems ETCS hervorging.
Am 1. Januar 2000 entstand die Generaldirektion Energie und Verkehr durch das Zusammenlegen der beiden Generaldirektionen Energie und Verkehr. Im Juni 2002 wurde die Direktionen H und I aus der Euratom-Sicherheitsüberwachung gebildet.

## Politik

### Transeuropäische Netze
Die Transeuropäischen Netze bestehen aus den Netzen für Energie (TEN-Energie), Verkehr (TEN-Verkehr) und Telekommunikation (eTEN). Dabei werden Projekte von internationaler Bedeutung durch die EU-Haushaltslinie TEN, den EU-Strukturfonds (insbesondere der Europäische Fonds für regionale Entwicklung) und den Kohäsionsfonds mitfinanziert.
Die Verkehrsminister haben die Paneuropäische Verkehrskorridore 1994 und 1997 als Ergänzung zum Transeuropäischen Verkehrsnetz für Westeuropa festgelegt. Diese Hauptverkehrsachsen sollen Europa vom Atlantik bis zum Ural bzw. von Skandinavien bis zum Mittelmeer verbinden.

### Foren von Florenz und Madrid
Die Europäische Kommission schuf 1998 das sogenannte Forum von Florenz (European Electricity Regulation Forum (EERF)) und 1999 das sogenannte Forum von Madrid (European Gas Regulation Forum (EGRF)). Mit beiden einmal oder zweimal pro Jahr abzuhaltenden Foren sollte die Integration der nationalen Energiemärkte zu einem europäischen Energiebinnenmarkt befördert werden.